# Heterocerus dubitabilis
Heterocerus dubitabilis là một loài bọ cánh cứng trong họ Heteroceridae. Loài này được Grouvelle miêu tả khoa học đầu tiên năm 1906.